# Стивън Линдзи
Стивън Уейн Линдзи (на английски: Steven Wayne Lindsey) е американски боен пилот и астронавт на НАСА, ветеран от пет космически полета.

## Образование
Стивън Линдзи завършва колеж в Темпъл Сити, Калифорния през 1978 г. През 1982 г. завършва Академията на USAF в Колорадо Спрингс, Колорадо с бакалавърска степен по инженерство и звание лейтенант. През 1990 г. получава магистърска степен по аерокосмическо инженерство от Технологичния институт на USAF, Райт Патерсън, Охайо. През август 1993 г. Линдзи започва обучение в Генералщабния колеж на USAF в Монтгомъри, Алабама. Не успява да се дипломира, защото в края на 1994 г. е избран за астронавт и напуска колежа, за да започне обучение в НАСА.

## Военна кариера
Стивън Линдзи постъпва на служба в USAF веднага след дипломирането си през 1982 г. След завършване на школа за пилоти през 1983 г. започва да лети на изтребител F-4 Phantom. От 1984 до 1987 г. е инструктор. В началото на 1989 г. става академичен инструктор в Технологичния институт на USAF, Райт Патерсън, Охайо. През 1990 г. е командир на изпитателна ескадрила F-16 в авиобазата Едуардс, Калифорния. По време на службата си С. Линдзи има повече от 7000 полетни часа на 50 различни типа самолети.

## Служба в НАСА
Стивън Линдзи е избран за астронавт от НАСА на 12 декември 1994 г., Астронавтска група №15. През май 1996 г. завършва общия курс на подготовка. Той взима участие в пет космически полета и има 1500 часа в космоса.

### Полети
| Космически полети на Стивън Уейн Линдзи                  | Космически полети на Стивън Уейн Линдзи | Космически полети на Стивън Уейн Линдзи | Космически полети на Стивън Уейн Линдзи | Космически полети на Стивън Уейн Линдзи | Космически полети на Стивън Уейн Линдзи | Космически полети на Стивън Уейн Линдзи |
| №                                                        | Дата                                    | КК                                      | Емблема на мисията                      | Функции                                 | Продължителност                         |                                         |
| -------------------------------------------------------- | --------------------------------------- | --------------------------------------- | --------------------------------------- | --------------------------------------- | --------------------------------------- | --------------------------------------- |
| 1                                                        | 19 ноември 1997                         | „Колумбия“, мисия STS-87                |                                         | Пилот                                   | 15 денонощия 16 часа 35 мин. 01 сек.    |                                         |
| 2                                                        | 29 октомври 1998                        | „Дискавъри“, мисия STS-95               |                                         | Пилот                                   | 8 денонощия 21 часа 44 мин. 56 сек.     |                                         |
| 3                                                        | 12 юли 2001                             | „Атлантис“, мисия STS-104               |                                         | Командир                                | 12 денонощия 18 часа 36 мин. 39 сек.    |                                         |
| 4                                                        | 4 юли 2006                              | „Дискавъри“, мисия STS-121              |                                         | Командир                                | 12 денонощия 18 часа 37 мин. 54 сек.    |                                         |
| 5                                                        | 24 февруари 2011                        | „Дискавъри“, мисия STS-133              |                                         | Командир                                | 12 денонощия 19 часа 04 мин. 50 сек.    |                                         |
| Сумарно време в космоса – 62 денонощия 22 часа 33 минути |                                         |                                         |                                         |                                         |                                         |                                         |

### Административна дейност
От септември 2006 до октомври 2009 г. Стивън Линдзи е шеф на Астронавтския офис на НАСА. В края на 2009 г. той получава назначение като командир на мисия STS-133 - последен полет на космическата совалка Дискавъри. Линдзи започва тренировки за полета и отстъпва своето място на настоящия шеф на офиса Пеги Уитсън.

## Награди
- Летателен кръст за заслуги;
- Медал за отлична служба;
- Медал за похвална служба;
- Медал за забележителни заслуги към USAF;
- Медал за похвала на USAF;
- Медал за заслуги на USAF;
- Медал за постижения в летателната дейност;
- Медал на НАСА за изключителни заслуги;
- Медал на НАСА за изключително лидерство;
- Медал на НАСА за участие в космически полет (3).